# 目的
目的（もくてき、希: τέλος, テロス、英: goal）とは、成し遂げようとすることがら。行為の目指すところ。

## 概説
プラトンは、イデア論を唱えた。これは「観念や物質が合目的的に形成されるという考えを基礎にしていた」という。
アリストテレスは『自然学』において、ものごとの原因について解説し、質料・形相・作用・目的の四種を挙げた（四原因説）。アリストテレスの『自然学』においては、《目的》は四つの原因のひとつである。
『自然学』第二巻第三章では次のように記述されている。
アリストテレスは、質料が形相を実現していくなかで高まっていく過程をもって、万物が一定の目的の実現のために存在する、という説をたてた。たとえば、ポリス的生物（Zoon politikon）にある目的は、「ポリス内でのみ可能な、良き生の実現」とされた。アリストテレスの場合、目的は個人の自己決定によるものではない。「神的なものに与ることが、自由意志を超えた必然の目的とされた。」　
トマスにおいては、神によって目的が与えられるという考えに至り、そこから神の存在を証明しようとする試みもでてきた。
ライプニッツの予定調和説もこの系譜に属す。

## 目的法学
法学においては、ルドルフ・フォン・イェーリングが、目的は個人的目的と社会の目的の2種類に分けられる、とし、個人的目的は個人のエゴイズムで、等価交換を媒介にして経済生活や私法生活を生み出し、社会の目的は共同体を維持することであり、そのためには等価交換とともに強制が必要であり、これが国家および法を生み出す、と考えた。
この考えを基盤とした法学の傾向を目的法学という。

## 目的論
ドイツ語ではTeleologieで、語源はギリシャ語で普遍的な終局、ゴール、完成などを意味する「telos テロス」+ logie。
「18世紀にドイツの哲学者クリスティアン・ヴォルフが創った」とされる。
自然の諸事物のうちにさまざまな意図があるとする観点を指す。その意図は神の意図ともされ、プロテスタントとしてのヴォルフが目指したキリスト教普遍神学の枠組みの中で論じられた。目的論者にとってはそのゴールが善いものだとされる。　「ゴールが到来するというだけの観念は終末論である。」
「目的論では展開は目的に即して基礎付けられていると考えられる。個人や組織が自己の目標を据えて行動するあり方は目的志向だが、それだけではまだ目的論的姿勢とは呼べない。だが目的志向であることは、目的論の考えを妥当だと思っているから起こるので、その限りでは目的志向もまた目的論的だとも言える。」
カントにとって、目的論に対するものは、因果論 機械論的なものだった。目的を彼は Zweck と呼んで、Ziel とはしていない。
生物学においては、もともとは目的論的考えが主流であったが、ダーウィンの進化論はそうでなくなり、時代が下って新生気論や新ラマルク説で再び目的論的な説が登場した。
なお、種にとっての自己保存という善きものを目的として想定するテレオノミーとは、個体にとって善きものが目的であるという点で目的論点とは対立する。進化論では進化の軌跡によって後から想定される目的しかないのに対し、目的論では展開の前から目的が定まっているものである。

## 工学と目的
「工学における教育プログラムに関する検討委員会」の文書（1998年）では、工学を次のように定義している。
ウィーナーらのサイバネティックスでは、環境に事物が最もよく適応する過程を"目的的"であるとした。

## 目的と目標の関係
目的は「成し遂げようとすることがら」で、目標のほうは（その）目的を達成するために設けためあてのことである。たとえば、目的を「自分も他の人も、ともに幸福にする人生を私はまっとうする」としたとする。その目的を実現できる道筋についていろいろ調べて、人に親切にしてそれを記録すれば自・他ともに幸福になれるということを知り、「少なくとも1週間に1回は人に親切にしてそれをノートに記録する」とか「1日に1回、その日出会った人に親切にしてそれを日記に書く」という「めあて」を設定すれば、それが《目標》である。
また、青年期の人でこれから自分の職業を決めてゆこうとしている時期の人などでは、目的を達成するのに適した職業についても考えることになるであろうが、「自・他ともに幸福にする人生をまっとうする」という目的を持っている場合、たとえば（あくまで「たとえば」であるが）その目的を実現するために「6年以内に看護師になる」という「めあて」を設ければ、この「6年以内に看護師になる」というめあてが《目標》である。
また「6年以内に看護師になる」という目標を分解して、「2年後に看護師学校の試験に合格し入学する」という目標や「3カ月後までにこのテキストの学習を終える」という目標や「毎日2ページかそれ以上学習する」という目標、「今日は時間があるので4ページ学習する」などという目標も設定できる。
一般に、まずは良き目的を設定し、目的を達成した状態をただ漠然と夢見るだけでなく、それを実現するためにはどのような道があるのか知恵を働かせ、その目的を達成するための道を具体的に思い描き、途中に「めあて＝目標」、つまり達成できたかできなかったか自分で判定できるような形で表現したことを設け、それらの目標を達成すべく、日々やるべきことをコツコツとやってゆけば、やがては目的としていることを成し遂げることができる、といったことが説明されている。実用書などではしばしば、大目標を中目標や小目標に分解し、さらに具体的な「期限」（日付）を含む目標を設定すると、目的を成し遂げやすくなる、といったことが解説されている。
良き目的を持っている場合は、一般に、たとえ何かのトラブルで途中の目標がいくつか実現不可能な困難な事態になっても、諦めて放り出す必要はなく、知恵を働かせ、同じ道筋でも目標の設定方法を変更したり、あるいは目的をなしとげられる別の筋道を見つけて別の目標を設定すれば、目的としていることを成し遂げることができる。目標はあまり硬直的に考える必要はなく、より重要なのは目的を成し遂げることなので、それのために、目標についてはより柔軟に考えればよいわけである。人生というのは様々なことが起きるものなので、一般に、当初の予定どおりに途中の目標を達成してゆけることはむしろ稀である。目的を成し遂げた人を調べてみると判ることであるが、たいていは、途中でさまざまな困難に遭遇し、それでも諦めず、何度か目標を見直したり再設定したりして、（日々コツコツと）目標をひとつひとつ達成するための行動をつづけ、その結果、目的を成し遂げている。

## 健康と目的
2016年2月/ 3月の心身医学：Journal of Biobehavioral Medicineの報告によると、より高い目的意識を持っている人も長生きする傾向がある。研究者は、136,000人以上を対象とした10の研究をレビューし、人生の目的と死亡または心血管疾患のリスクとの関係を評価しました。参加者は平均年齢67歳で、約7年間追跡された。まだ強い目的意識を持っていると報告した人の死亡リスクは約20％低かった。また、心臓発作や脳卒中のリスクも低くなった。研究者たちは、目的意識がストレスをよりよく管理し、よりアクティブなライフスタイルを促進するのに役立つかもしれないと推測した。

## 人生と目的
西田文郎は人生における目的の働きを自著で次のように説明した。
- 目的が無くなると、努力が無意味に思えてくる[6]
- 目的が無いと、淋しい人生になる[6]
- 目的に支えられない目標は、面白くないし楽しくない[6]
- 目的は、目標を具体化し、面白くする[6]

また西田は次のことも指摘した。
- 人生の目的は、結局「自分を喜ばせる幸せ」か「自分以外を喜ばせる幸せ」のどちらかに行き着く[6]
- 真の成功者は「自分以外を喜ばせる幸せ」を知っていた[6]

ただし、人生の目的というのは理屈でこねあげるようなものではなく、本当に心で感じなければならないものなので、良い人生の目的を持つためには、いくつかちょっとしたコツがある、と提案している。
コツのひとつは《死》というタイムリミットをイメージすることである。人は皆死ぬのであるが、普段はついそれを忘れてしまっていたりし、死を意識しないと「いつでもできる」などと（誤ったことを）考えてしまう。自分の死をありありとイメージしタイムリミットを意識することは、人生の目的・目標をはっきりさせ、目標に至るまでのプロセスを明確化し、今なすべきことを明確化させる。
今日本に生きている若者の中には、自分は生きるので精いっぱいで死はイメージできない、とか、自分は元気で自分の死はどうもリアルに思えないなどと思えてしまう者もいるかも知れないが、そういう場合は「もしあなたの人生が明日終わるとしたら、今日あなたは何をするか？」と問われたと想像すればよい。
ちなみにスティーブ・ジョブズは次のように自問する習慣を持っていた。
「今日が人生最後の日だったら、今日やろうとしていることを本当にやりたいか？」
関連項目
- 人生の目的